# Scinax trilineatus
A Scinax trilineatus a kétéltűek (Amphibia) osztályának békák (Anura) rendjébe és a levelibéka-félék (Hylidae) családjába tartozó faj.

## Előfordulása
A faj Brazíliában, Guyanában, Suriname-ban és Venezuelában él. Természetes élőhelye a nedves szavannák. édesvizű mocsarak, időszakos édesvizű mocsarak, legelők. A fajt élőhelyének elvesztése fenyegeti.